# VGluT1-pHluorina

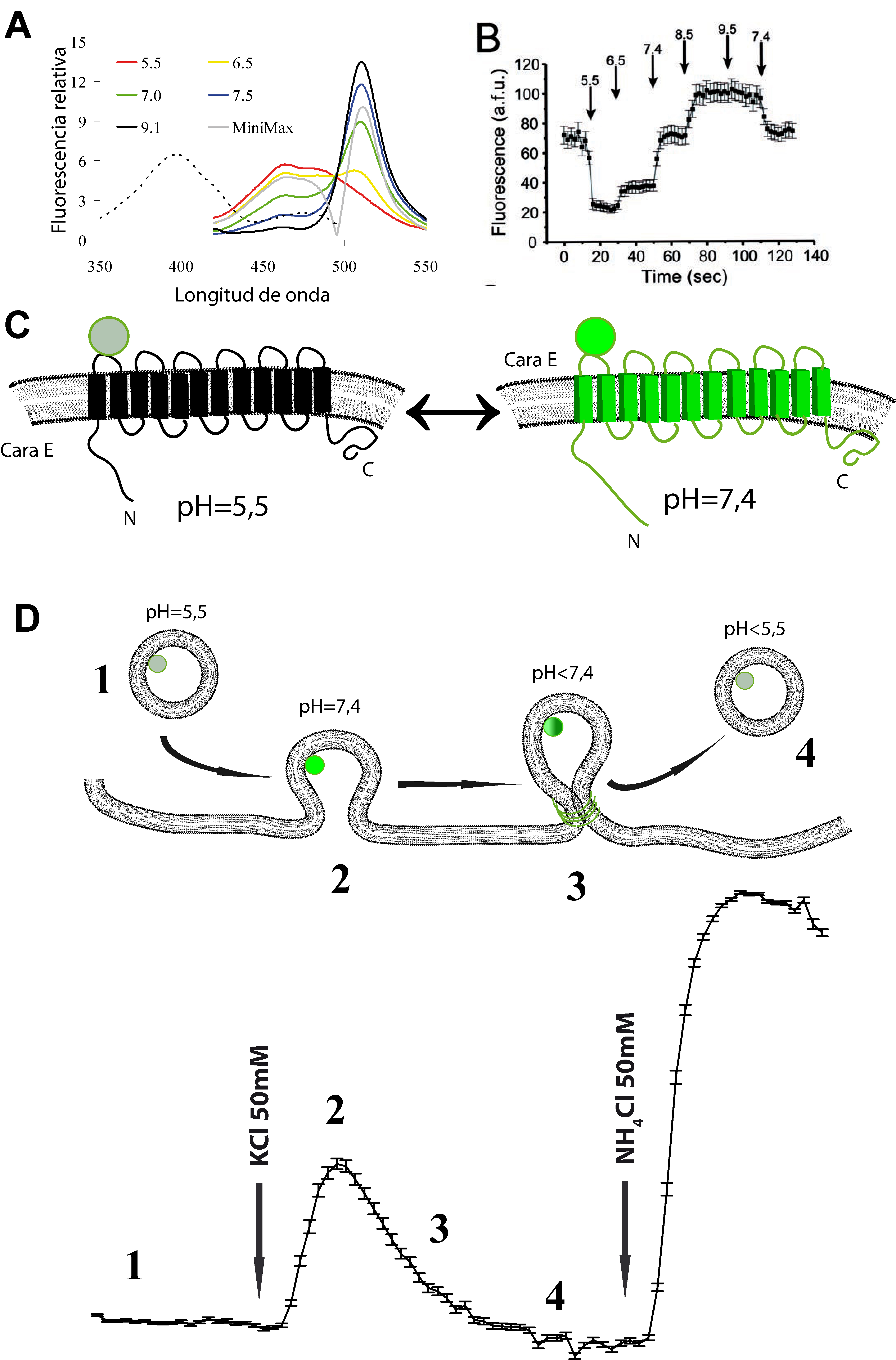
Figura 1-A) Espectro de emisión de la pHluorina supereclíptica a diferentes pH (distintos colores). Adaptado de. B) Se muestra el efecto de la variación de pH sobre la fluorescencia de la Sy-pHluorina (en este caso), en copias expresadas en neuronas vivas. Adaptado de. C) Ilustración esquemática del cambio de fluorescencia en la VGluT1-pHluorina respuesta a las variaciones de pH del lumen vesicular; la pHluorina supereclíptica entre TM1 y TM2 se representa como un círculo. D) Esquema de las variaciones de fluorescencia paralelas a la sucesión de acontecimientos del ciclo vesicular, 1) Reposo; 2) Exocitosis vesicular; 3) Endocitosis; 4) Re-acidificación. Se indican los cambios de pH del lumen de la vesícula sináptica. El registro de fluorescencia que se obtendría tras poner en marcha la fusión vesicular en neuronas que expresan esta proteína se indica con números que corresponden a las fases del ciclo vesicular ilustrado previamente.

La VGluT1-pHluorina es una versión modificada del transportador de glutamato de tipo 1 (VGLUT1)  con una pHluorina supereclíptica unida entre los segmentos TM1 y TM2, hacia la cara luminal. Permite monitorizar el ciclo de las vesículas sinápticas en tiempo real, gracias a los cambios de pH que acontecen en el lumen de estas, que se traducen en cambios en la fluorescencia de la pHluorina.

## Descripción
Las pHluorinas son indicadores de pH codificados genéticamente. Diseñadas por primera vez por Miesenbock, consisten en una proteína endógena modificada con una versión de la proteína fluorescente verde que exhibe una extraordinaria sensibilidad al pH. Esta versión modificada de la GFP está apagada a pHs ácidos (pH=5,5; lumen vesicular), mientras que emite fluorescencia a pHs neutros (pH=7,4; espacio extracelular). Años después se introdujo una nueva modificación en estas herramientas codificadas genéticamente, ya que la copia de GFP se sustituyó por otra versión de la proteína cuya medida no es ratiométrica, ya que el espectro de emisión posee un solo máximo, a la que se denominó pHluorina eclíptica. Posteriormente la sustitución de la GFP por la EGFP (del inglés Enhanced Green Fluorecent Protein), llevó al desarrollo de la pHluorina super eclíptica. En 2006 Susan Voglmaier, en el laboratorio de Robert Edwards, introdujo la pHluorina entre los segmentos transmembrana 1 y 2 del transportador vesicular de glutamato de tipo 1. Esta herramienta es conocida como VGluT1-pHluorina,.

## Mecanismo y aplicaciones
La estimulación neuronal provoca la fusión dependiente de calcio de las vesículas con la membrana presináptica y por tanto la neutralización del lumen de las vesículas sinápticas, o lo que es lo mismo, un flujo neto de protones hacia el espacio extracelular. Este cambio en pH se traduce en un incremento rápido de la fluorescencia neta de la GFP durante la fase exocitótica del ciclo vesicular, seguido de un descenso lento y progresivo de la fluorescencia inducido por la endocitosis y la re-acidificación de las vesículas sinápticas. Posteriormente, por perfusión de una solución de NH4Cl,, es posible tamponar el exceso de protones del interior de las vesículas, lo que neutralizará el lumen vesicular de forma independiente de la exocitosis y por tanto dará lugar a una señal máxima a la que normalizar el aumento de fluorescencia monitorizado durante la estimulación. De este modo es posible estimar la fracción (porcentaje) de vesículas exocitadas durante un estímulo, respecto al total de vesículas sinápticas presentes en sinapsis individuales. Una ventaja de este sistema es la alta reproducibilidad de los experimentos entre rondas de estimulación sucesivas. Esto permite disponer un control interno a la hora de efectuar comparaciones una vez realizados tratamientos farmacológicos,,